# Zamia acuminata
Zamia acuminata — вид голонасінних рослин класу Саговникоподібні (Cycadopsida).
Етимологія: у зв'язку з довгими загостреними наконечниками листових фрагментів.

## Опис
Стовбур підземний, від майже кулястого до циліндричного, рідко до 30 см заввишки 5 см діаметром. Листків 1–5, вони 1 м завдовжки; ніжка листка до 60 см завдовжки, хребет з 6–15 парами листових фрагментів, деякі колючки є в нижній третині. Листові фрагменти еліптично-ланцетні, клиноподібні біля основи, дуже довго загострені на вершині, краї цілі, середні листові фрагменти 20–30 см завдовжки, 1–3 см шириною. Пилкові шишки від кремових до жовтувато-коричневих, циліндричні, завдовжки 5–8 см, 1–1,5 см діаметром. Насіннєві шишки від циліндричних до яйцеподібні, від кремових до жовтувато-коричневих, завдовжки 10–20 см, 5–8 см діаметром. Насіння яйцеподібне, червоне. 2n = 24.

## Поширення, екологія
Країни зростання: Коста-Рика (материк); Нікарагуа (материк); Панама. Зазвичай воліє рости підліском у хмарному лісі. Рослини зростають також у землях з низьким дощовим лісом і сезонних сухих тропічних листяних лісах.

## Загрози та охорона
Цей вид було порушено руйнування середовища проживання, яка є спільною проблемою в межах ареалу. Руйнування середовища проживання, за оцінками, менше, ніж 30%. Цей вид вважається рідкісним в Панамі і вразливим в Коста-Риці. Рослини відбуваються в захищеній зоні Сан-Лоренцо.